# Miller Crag
Der Miller Crag ist ein wuchtiger, markanter und 1450 m hoher Felsvorsprung im westantarktischen Ellsworthland. Am westlichen Ausläufer der Jones Mountains ragt er 5 km westsüdwestlich des Sutley Peak auf.
Kartiert wurde er bei einer von der University of Minnesota von 1960 bis 1961 unternommenen Expedition zu den Jones Mountains. Namensgeber ist der Geologe Thomas Patrick Miller (* 1936), der an dieser Expedition beteiligt war.